# Білі колготки
Бі́лі колго́тки — сленгове іменування, створене та поширене російськими ЗМІ у кінці 1990-х. Згідно з легендою, деякі колишні біатлоністки з країн пост-СРСР, що не підтримують державну владу РФ (країни Балтії, Грузія, Україна тощо) працювали найманками-снайперками антиросійських сил у деяких конфліктах на пострадянському просторі. У період Першої та Другої Чеченських задокументовано кілька затримань або знищень снайперок[джерело?], проте досі немає жодного доказу існування будь-якого спеціального загону або угрупування найманок та жодного доказу щодо іноземного походження цих снайперок. За незалежними дослідженнями, цю легенду було створено особами, з яких ніхто не був задіяний у тих збройних конфліктах як солдат або журналіст, дехто з них вважаються психічно хворими. Незважаючи на це, типаж найманок із пострадянського простору, які вбивають та калічать російських військовослужбовців, дуже поширений у російському кінематографі, літературі та навіть у промовах деяких держслужбовців.

## Стереотипний опис
Відповідно до стандартного опису, білі колготки (або білі панчохи) — це колишні біатлоністки з Балтії (рідше України, Грузії), які через свою ненависть до росіян стали найманками та служать на боці ворогів російської влади. Вони влучні снайперки та відрізняються садистською жорсткістю. Улюблена розвага — відстрілювати російським солдатам геніталії. Крім своєї ненависті до жителів РФ, вони дуже жадібні й отримують великі гроші за кожного вбитого російського військовослужбовця. Найманки також були помічені у знущаннях щодо літніх мешканців Північного Кавказу.

## У промовах
У різні часи легенду про Білі колготки згадували деякі держслужбовці, зокрема Сергій Ястржембський та Володимир Жириновський.

## У масової культурі
Білі колготки з'являються у багатьох фільмах та літературі, зокрема «Чистилище» (1997), «Блокпост» (1998), «Мамо» (1999), «Чоловіча праця» (2001), «Я — лялька» (2001), «Будинок дурнів» (2002) та інші. У літературі вони присутні у книгах Віктора Пелевіна, Фрідріха Незнанського, Кіра Буличова та інших.